# Bifeprunoks
Bifeprunoks (DU-127,090) je atipični antipsihotik. On zajedno sa SLV313, aripiprazolom, i SSR-181507 poseduje kombinaciju minimalnog agonizma za D2 receptor i  agonizma.
Mehanizam dejstva bifeprunoksa se razlikuje od konvencionalnih tipičnih i atipičnih antipsihotika. Tipični antipsihotici, poput hlorpromazina i haloperidola su potentni D2 antagonisti. Atipični antipsihotici počevši od klozapina, koji su klasifikovani kao multireceptorka jedinjenja, deluju kao agonisti na  i antagonisti na D2 receptorima. Bifeprunoks i drugi noviji atipični antipsihotici umesto toga su antagonisti D2 receptora, i deluju kao parcijalni agonisti kao i antagonisti na  receptorima.

## Chemistry
Jedan od mogućih sintetičkih puteva je:

## Spoljašnje veze
|  | Molimo Vas, obratite pažnju na važno upozorenje u vezi sa temama iz oblasti medicine (zdravlja). |